# Grimeca
Grimeca è un'azienda italiana produttrice di parti in fusione d'alluminio e lavorazione dell'acciaio per veicoli a medie-alte prestazioni del settore automotive, leader nelle forniture originali per motocicli e scooter e nella distribuzione di parti aftermarket.
Nel 2010 ha chiesto il regime di concordato preventivo per non dichiarare fallimento e poi è stata acquistata da TMB la quale ha fatto firmare ai dipendenti un documento dov'era più o meno scritto che avrebbe tenuto solo parte dei 800 dipendenti.

## Storia
L'azienda nei primi anni opera principalmente nel settore della meccanica di precisione, orientandosi poi nella fusione e lavorazione dell'alluminio e nella lavorazione dell'acciaio; le sue attività si indirizzano da sempre verso il settore motociclistico, così dal 1955 si hanno le prime forniture di mozzi, freni a tamburo e corone per i motocicli di piccola cilindrata, negli anni '60 intensifica la produzione mediante l'uso di leghe leggere di alluminio.
Nel 1965 Grimeca avvia le forniture verso i mercati extra europei e continua l'ampliamento degli stabilimenti produttivi: nel '75 l'evoluzione nella progettazione porta ad utilizzare nuovi sistemi software CAD/CAM, nel 1980 l'azienda diventa un Polo Tecnologico, collaborando con l'Università degli Studi di Padova, proseguendo nel 1985 con l'introduzione della completa automazione dei processi produttivi e dei controlli di qualità.
Negli anni '90 Grimeca si qualifica con la certificazione ISO 9001:2000 e avvia la produzione dei componenti con la tecnologia della fusione dell'alluminio in conchiglia, sia a “bassa pressione”, sia in “gravità”.
Dal 2006 è fornitrice anche di parti speciali e ricambi aftermarket a proprio marchio, quali dischi freno e pastiglie freno per moto e scooter, tutte certificate TÜV.
Nel 2008 ha ottenuto la certificazione ISO TS 16949
Nel 2011 l'azienda è stata acquisita dalla TMB S.p.A. di Monselice (PD).

## Tappe salienti
- 1968 Primo mozzo a doppia camma - Moto Morini 350 Sport
- 1971 Primo mozzo freno a disco - Ducati 860 GT - 750 SS - DESMO 250, 350 e 450
- 1972 Primo impianto freno idraulico moto con disco freno in acciaio cromato - Sachs
- 1973 Primo mozzo conico - SWM 250
- 1974 Prima ruota in lega - Moto Morini
- 1981 Kit modifica freno a disco - Piaggio Vespa
- 1988 Primo telaio pressofuso - Honda NSR 125
- 1990 Primo forcellone pressofuso - Cagiva Mito
- 1990 Primo impianto freno idraulico e ruota in magnesio per ciclo - KIT downhill Racing
- 2000 Evoluzione ruota integrale pressofusa per scooter in lega leggera
- 2008 Telaio e forcellone Superbike prodotto con fusione in gravità - Aprilia RSV4
- 2009 Freno a disco autoventilante ad alte prestazioni